# Tom Starke
Tom Starke (Freital, 18 de março de 1981) é um ex-futebolista alemão que atuava como goleiro. O goleiro se aposentou no dia 20 de maio de 2017. Saiu de sua aposentadoria no início da temporada 2017/18, devido a lesão do titular Manuel Neuer, a pedido do então treinador da equipe Carlo Ancelotti, após o término da temporada 2017/18, Tom Starke confirmou sua aposentadoria definitiva.

## Títulos
Bayern de Munique
- Campeonato Alemão: 2012–13, 2013–14, 2014–15, 2015–16, 2016–17, 2017–18
- Copa da Alemanha: 2012–13, 2013–14, 2015–16
- Supercopa da Alemanha: 2012
- Liga dos Campeões da UEFA: 2012–13
- Copa Uli Hoeneß: 2013
- Supercopa Europeia: 2013
- Copa do Mundo de Clubes da FIFA: 2013